# Bestrahlungsstärke
Die Bestrahlungsstärke {\displaystyle E} (engl.: irradiance, radiant flux density; auch Strahlungsflussdichte, veraltet: Strahlungsstromdichte) ist der Begriff für die gesamte Leistung der eingehenden elektromagnetischen Energie, die auf eine Oberfläche trifft, bezogen auf die Größe der Fläche.
Die photometrische Entsprechung der Bestrahlungsstärke ist die Beleuchtungsstärke Ev, in die zusätzlich die speziellen Eigenschaften der menschlichen Wahrnehmung einfließen. Zur Abgrenzung davon wird für die Bestrahlungsstärke oft auch das Formelzeichen Ee verwendet, wobei der Index „e“ besagt, dass die Bestrahlungsstärke eine rein energetische, d. h. objektive Messgröße ist. Im Bereich der Elektrotechnik wird die Bestrahlungsstärke oft synonym mit der Intensität verwendet, letztere bezieht sich jedoch allgemein auf Wellen.
Analog zur Bestrahlungsstärke gibt es die spezifische Ausstrahlung, die die von einer Fläche ausgehende Strahlungsleistung pro Fläche bezeichnet. Nicht zu verwechseln ist sie mit der Bestrahlung (gemessen in J⋅m−2), die als zeitlich integrierte Größe die akkumulierte Energie pro Flächeneinheit beschreibt.

## Definition
Die Bestrahlungsstärke ist definiert als Strahlungsfluss {\displaystyle \mathrm {d} \Phi } durch bestrahlte Fläche {\displaystyle \mathrm {d} A}:
{\displaystyle E={\frac {\mathrm {d} \Phi }{\mathrm {d} A}}=\int _{\Omega }L\cos \varepsilon \;\mathrm {d} \Omega }
mit
- {\displaystyle L} = Strahldichte
- {\displaystyle \varepsilon } = Winkel des Raumwinkelelementes zur Flächennormalen. Der Kosinusfaktor berücksichtigt, dass bei Einstrahlung aus einer beliebigen, durch {\displaystyle \varepsilon } gegebenen, Richtung nur die auf dieser Richtung senkrecht stehende Projektion {\displaystyle \cos \varepsilon \,\mathrm {d} A} der Fläche {\displaystyle \mathrm {d} A} als effektive Empfangsfläche auftritt.
- {\displaystyle \mathrm {d} \Omega } = Raumwinkelelement.

## Allgemeine Definition im Feld
Die Strahlungsverteilung allgemeiner, d. h. nicht unbedingt kollimierter, Strahlung ist gegeben durch eine richtungsabhängige Strahldichte {\displaystyle L(\theta ,\varphi )} ({\displaystyle \theta ,\varphi }: Kugelkoordinaten). In diesem Fall ist die Bestrahlungsstärke in Richtung ({\displaystyle \theta _{0},\varphi _{0}}) definiert als
{\displaystyle {\begin{aligned}E&=\int \limits _{\varphi =0}^{2\pi }\int \limits _{\theta =0}^{\pi }L(\theta ,\varphi )\;{\vec {e}}(\theta _{0},\varphi _{0})\;{\vec {e}}(\theta ,\varphi )\;\sin \theta \;{\mathrm {d} \theta }\;{\mathrm {d} \varphi }\\&=\int _{\Omega }L(\theta ,\varphi )\;{\vec {e}}(\theta _{0},\varphi _{0})\;{\vec {e}}(\theta ,\varphi )\;\mathrm {d} \Omega \end{aligned}}}
mit
- Einheitsvektoren {\displaystyle {\vec {e}}}
- der Beziehung {\displaystyle \mathrm {d} \Omega =\sin \theta \,\mathrm {d} \theta \,\mathrm {d} \varphi .}

Außerdem sind definiert:
- die skalare Bestrahlungsstärke (engl.: scalar irradiance), die die Strahldichte unabhängig von der Richtung berücksichtigt:

{\displaystyle {\begin{aligned}E_{0}&=\int \limits _{\varphi =0}^{2\pi }\int \limits _{\theta =0}^{\pi }L(\theta ,\phi )\;\sin \theta \;{\mathrm {d} \theta }\;{\mathrm {d} \varphi }\\&=\int _{\Omega }L(\theta ,\phi )\;\mathrm {d} \Omega \end{aligned}}}
- die vektorielle Bestrahlungsstärke (engl.: vectorial irradiance), die eine Nettobestrahlungsstärke (mit Richtung) darstellt:

{\displaystyle {\vec {E}}=(E_{x},E_{y},E_{z}),}
wobei die Komponenten {\displaystyle E_{x},E_{y}} und {\displaystyle E_{z}} die Bestrahlungsstärken in x-, y- und z-Richtung bedeuten.

### Gershun-Gleichung
Die Gershun-Gleichung (nach Andre Aleksandrovich Gershun, 1903–1952) setzt die skalare und die vektorielle Bestrahlungsstärke in Beziehung zum Absorptionskoeffizienten {\displaystyle a}:
{\displaystyle \nabla {\vec {E}}=-a\,E_{0}.}
Da in der Beziehung der Streukoeffizient nicht auftaucht, kann der Absorptionskoeffizient {\displaystyle a} in einer beliebigen Strahlungsverteilung – unabhängig von der Streuung – durch die Bestimmung der beiden Bestrahlungsstärken ermittelt werden:
{\displaystyle \Leftrightarrow a=-\,{\frac {\nabla {\vec {E}}}{E_{0}}}.}

## Spektrale Bestrahlungsstärke
Die spektrale Bestrahlungsstärke {\displaystyle E_{\nu }(\nu )} (Einheit: W m−2 Hz−1) gibt an, welche Strahlungsleistung bei der Frequenz {\displaystyle \nu } aus dem gesamten Halbraum pro Flächeneinheit und pro Einheits-Frequenzintervall auf den Körper trifft:
{\displaystyle E_{\nu }(\nu )={\frac {\mathrm {d} E(\nu )}{\mathrm {d} \nu }}=\int \limits _{\text{Halbraum}}\,L_{\nu }(\theta ,\varphi ,\nu )\,\cos \theta \,\mathrm {d} \Omega .}
mit der spektralen Strahldichte {\displaystyle L_{\nu }.}
Sie wird auch angegeben als Funktion der Wellenlänge:
{\displaystyle E_{\lambda }(\lambda )={\frac {\mathrm {d} E(\lambda )}{\mathrm {d} \lambda }}}.

## Zusammenhang mit anderen radiometrischen Größen
| radiometrische Größe                                                | Symbol a)                            | SI-Einheit | Beschreibung                                                    | photometrische Entsprechung b)                  | Symbol                               | SI-Einheit           |
| Strahlungsfluss Strahlungsleistung, radiant flux, radiant power     | {\displaystyle \Phi _{\mathrm {e} }} | W (Watt)   | Strahlungsenergie durch Zeit                                    | Lichtstrom luminous flux                        | {\displaystyle \Phi _{\mathrm {v} }} | lm (Lumen)           |
| Strahlstärke Strahlungsstärke, radiant intensity                    | {\displaystyle I_{\mathrm {e} }}     | W/sr       | Strahlungsfluss durch Raumwinkel                                | Lichtstärke luminous intensity                  | {\displaystyle I_{\mathrm {v} }}     | cd = lm/sr (Candela) |
| Bestrahlungsstärke irradiance                                       | {\displaystyle E_{\mathrm {e} }}     | W/m2       | Strahlungsfluss durch Empfängerfläche                           | Beleuchtungsstärke illuminance                  | {\displaystyle E_{\mathrm {v} }}     | lx = lm/m2 (Lux)     |
| Spezifische Ausstrahlung Ausstrahlungsstromdichte, radiant exitance | {\displaystyle M_{\mathrm {e} }}     | W/m2       | Strahlungsfluss durch Senderfläche                              | Spezifische Lichtausstrahlung luminous exitance | {\displaystyle M_{\mathrm {v} }}     | lm/m2                |
| Strahldichte Strahlungsdichte, Radianz, radiance                    | {\displaystyle L_{\mathrm {e} }}     | W/m2sr     | Strahlstärke durch effektive Senderfläche                       | Leuchtdichte luminance                          | {\displaystyle L_{\mathrm {v} }}     | cd/m2                |
| Strahlungsenergie Strahlungsmenge, radiant energy                   | {\displaystyle Q_{\mathrm {e} }}     | J (Joule)  | durch Strahlung übertragene Energie                             | Lichtmenge luminous energy                      | {\displaystyle Q_{\mathrm {v} }}     | lm·s                 |
| Bestrahlung Einstrahlung, radiant exposure                          | {\displaystyle H_{\mathrm {e} }}     | J/m2       | Strahlungsenergie durch Empfängerfläche                         | Belichtung luminous exposure                    | {\displaystyle H_{\mathrm {v} }}     | lx·s                 |
| Strahlungsausbeute radiant efficiency                               | {\displaystyle \eta _{\mathrm {e} }} | 1          | Strahlungsfluss durch aufgenommene (meist elektrische) Leistung | Lichtausbeute (overall) luminous efficacy       | {\displaystyle \eta _{\mathrm {v} }} | lm/W                 |